# Rebecca Peterson
Rebecca Peterson, née le 6 août 1995 à Stockholm, est une joueuse de tennis suédoise.

## Biographie
Rebecca Peterson est d'ascendance estonienne du côté paternel.

## Carrière
Sur le circuit ITF, elle a remporté douze titres en simple et six en double.
Elle remporte l'Open de Rio de Janeiro 2015 en double avec la Belge Ysaline Bonaventure.
Elle joue avec l'équipe de Suède de Fed Cup depuis 2014.
En 2019, elle remporte son premier titre WTA en simple lors du Jiangxi Open de Nanchang, où elle bat la Kazakhe Elena Rybakina en deux manches (6-2, 6-0).

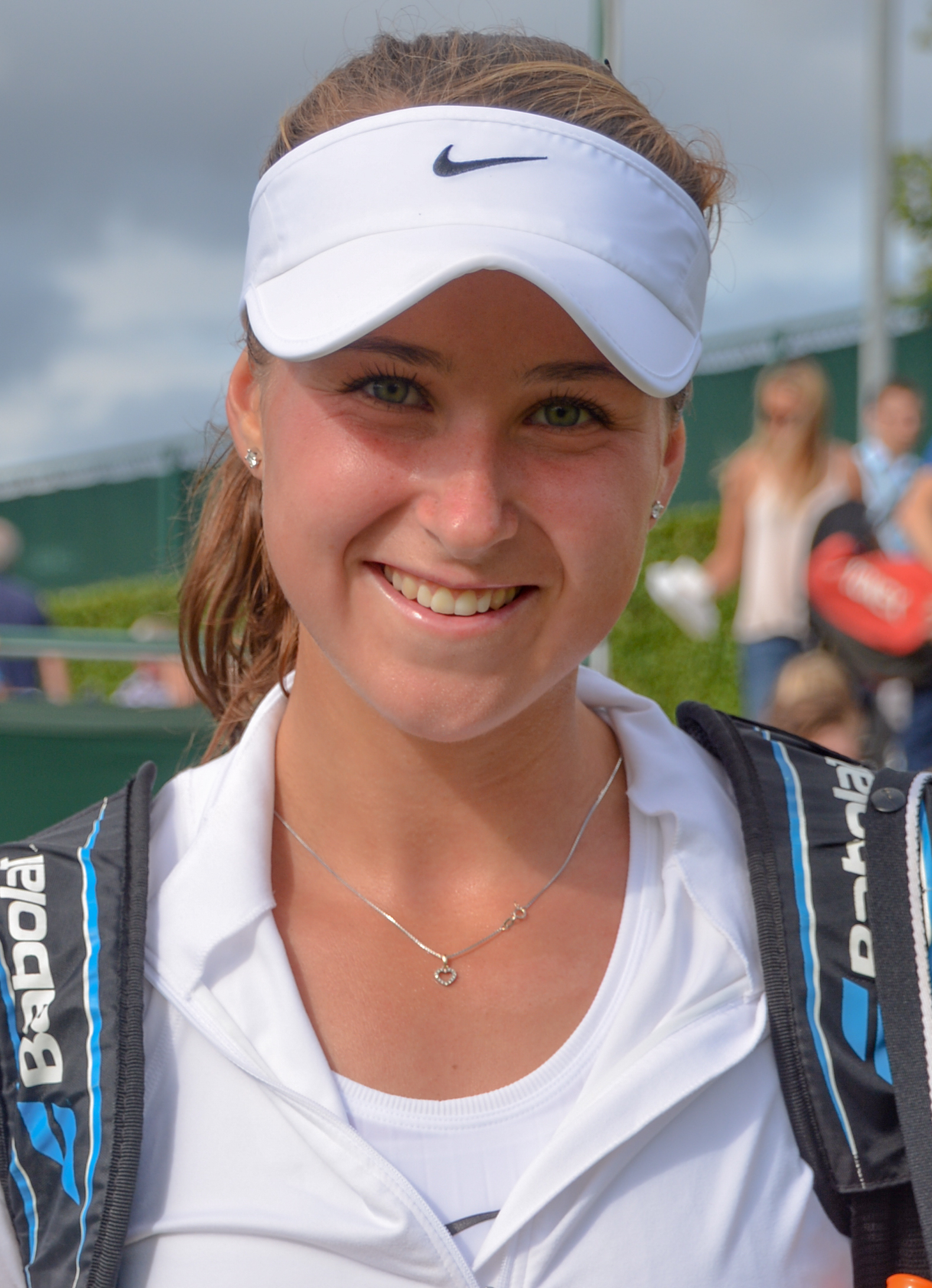
Rebecca Peterson en 2016

Fin février 2023, elle dispute une finale sur le circuit WTA en simple pour la première fois depuis près de quatre ans à Merida. Sortie des qualifications, elle sort Nadia Podoroska (6-3, 7-5), l'Américaine Alycia Parks (6-4, 6-2), la récente demi-finaliste de l'Open d'Australie Magda Linette (6-2, 6-4) et une autre Américaine Caty McNally (6-2, 6-7, 6-4). Elle s'incline pour la première fois en finale devant une Italienne, Camila Giorgi (6-7, 6-1, 2-6).

## Palmarès

### Titres en simple dames
| No | Date       | Nom et lieu du tournoi | Catégorie | Dotation  | Surface    | Finaliste      | Score    |          |
| -- | ---------- | ---------------------- | --------- | --------- | ---------- | -------------- | -------- | -------- |
| 1  | 09-09-2019 | Jiangxi Open, Nanchang | Intern'l  | 226 750 $ | Dur (ext.) | Elena Rybakina | 6-2, 6-0 | Parcours |
| 2  | 07-10-2019 | Tianjin Open, Tianjin  | Intern'l  | 426 750 $ | Dur (ext.) | Heather Watson | 6-4, 6-4 | Parcours |

### Finale en simple dames
| No | Date       | Nom et lieu du tournoi    | Catégorie | Dotation  | Surface    | Vainqueure    | Score          |          |
| -- | ---------- | ------------------------- | --------- | --------- | ---------- | ------------- | -------------- | -------- |
| 1  | 20-02-2023 | Merida Open Akron, Mérida | WTA 250   | 259 303 $ | Dur (ext.) | Camila Giorgi | 7-63, 1-6, 6-2 | Parcours |

### Titre en double dames
| No | Date       | Nom et lieu du tournoi  | Catégorie | Dotation  | Surface      | Partenaire          | Finalistes                        | Score    |          |
| -- | ---------- | ----------------------- | --------- | --------- | ------------ | ------------------- | --------------------------------- | -------- | -------- |
| 1  | 16-02-2015 | Rio Open Rio de Janeiro | Intern'l  | 250 000 $ | Terre (ext.) | Ysaline Bonaventure | Irina-Camelia Begu María Irigoyen | 3-0, ab. | Parcours |

### Finale en double dames
Aucune

### Finale en simple en WTA 125
| No | Date       | Nom et lieu du tournoi                  | Catégorie | Dotation  | Surface    | Vainqueure   | Score    |          |
| -- | ---------- | --------------------------------------- | --------- | --------- | ---------- | ------------ | -------- | -------- |
| 1  | 28-11-2022 | Crèdit Andorrà Open, Andorre-la-Vieille | WTA 125   | 115 000 $ | Dur (int.) | Alycia Parks | 6-1, 6-4 | Parcours |

### Titre en double en WTA 125
| No | Date       | Nom et lieu du tournoi | Catégorie | Dotation  | Surface      | Partenaire | Finalistes                           | Score   |          |
| -- | ---------- | ---------------------- | --------- | --------- | ------------ | ---------- | ------------------------------------ | ------- | -------- |
| 1  | 04-07-2022 | Nordea Open Båstad     | WTA 125   | 115 000 $ | Terre (ext.) | Misaki Doi | Mihaela Buzărnescu Irina Khromacheva | forfait | Parcours |

### Finale en double en WTA 125
| No | Date       | Nom et lieu du tournoi                 | Catégorie | Dotation  | Surface    | Vainqueures              | Partenaire | Score             |          |
| -- | ---------- | -------------------------------------- | --------- | --------- | ---------- | ------------------------ | ---------- | ----------------- | -------- |
| 1  | 22-01-2018 | Oracle Challenger Series Newport Beach | WTA 125   | 150 000 $ | Dur (ext.) | Misaki Doi Jil Teichmann | Jamie Loeb | 7-64, 1-6, [10-8] | Parcours |

## Parcours en Grand Chelem

### En simple dames
| Année | Open d'Australie | Open d'Australie      | Internationaux de France | Internationaux de France | Wimbledon       | Wimbledon        | US Open         | US Open           |
| ----- | ---------------- | --------------------- | ------------------------ | ------------------------ | --------------- | ---------------- | --------------- | ----------------- |
| 2015  | —                | —                     | —                        | —                        | —               | —                | Q2              | Laura Siegemund   |
| 2016  | Q1               | Lesley Kerkhove       | Q1                       | Sachia Vickery           | Q3              | Tatjana Maria    | Q3              | Duan Ying-Ying    |
| 2017  | —                | —                     | —                        | —                        | Q2              | Marina Erakovic  | 1er tour (1/64) | Denisa Allertová  |
| 2018  | Q1               | Liu Fangzhou          | 2e tour (1/32)           | Mihaela Buzărnescu       | 2e tour (1/32)  | Donna Vekić      | 3e tour (1/16)  | Kaia Kanepi       |
| 2019  | 2e tour (1/32)   | Maria Sharapova       | 2e tour (1/32)           | Donna Vekić              | 1er tour (1/64) | Yanina Wickmayer | 2e tour (1/32)  | Dayana Yastremska |
| 2020  | 1er tour (1/64)  | Polona Hercog         | 1er tour (1/64)          | Alison Van Uytvanck      | Annulé          | Annulé           | 1er tour (1/64) | Kirsten Flipkens  |
| 2021  | 1er tour (1/64)  | Markéta Vondroušová   | 2e tour (1/32)           | Iga Świątek              | 1er tour (1/64) | Ons Jabeur       | 1er tour (1/64) | Elise Mertens     |
| 2022  | 2e tour (1/32)   | Iga Świątek           | —                        | —                        | 1er tour (1/64) | A.K. Schmiedlová | 1er tour (1/64) | Anna Kalinskaya   |
| 2023  | Q1               | V. Jiménez Kasintseva | 2e tour (1/32)           | Wang Xinyu               | 1er tour (1/64) | Sloane Stephens  | 1er tour (1/64) | Iga Świątek       |

N.B. : à droite du résultat se trouve le nom de l'ultime adversaire.

### En double dames
| Année | Open d'Australie          | Open d'Australie              | Internationaux de France       | Internationaux de France | Wimbledon                        | Wimbledon            | US Open                      | US Open                 |
| ----- | ------------------------- | ----------------------------- | ------------------------------ | ------------------------ | -------------------------------- | -------------------- | ---------------------------- | ----------------------- |
| 2018  | —                         | —                             | —                              | —                        | —                                | —                    | 1er tour (1/32) K. Christian | L. Hradecká E. Makarova |
| 2019  | 1er tour (1/32) B. Pera   | Hsieh S.-w. A. Spears         | 2e tour (1/16) O. Kalashnikova | E. Mertens A. Sabalenka  | 2e tour (1/16) T. Zidanšek       | V. Azarenka A. Barty | 1er tour (1/32) T. Zidanšek  | S. Aoyama A. Krunić     |
| 2020  | —                         | —                             | 1er tour (1/32) A. Bogdan      | M. Bouzková A. Rus       | Annulé                           | Annulé               | —                            | —                       |
| 2021  | 1er tour (1/32) A. Bogdan | B. Krejčíková K. Siniaková    | 1er tour (1/32) C. Lister      | A. Rus T. Zidanšek       | —                                | —                    | 2e tour (1/16) D. Kovinić    | A. Guarachi D. Krawczyk |
| 2022  | 1/4 de finale A. Potapova | A. Danilina B. Haddad Maia Y. | —                              | —                        | —                                | —                    | 2e tour (1/16) A. Potapova   | Xu Y. Yang Z.           |
| 2023  | —                         | —                             | —                              | —                        | 1er tour (1/32) A.K. Schmiedlová | M. Kostyuk E.G. Ruse | —                            | —                       |

N.B. : le nom de la partenaire se trouve sous le résultat ; le nom des ultimes adversaires se trouve à droite.

## Parcours en «Premier» et «WTA 1000»
Les tournois WTA « Premier Mandatory » et « Premier 5 » (entre 2009 et 2020) et 1000 (à partir de 2021) constituent les catégories d'épreuves les plus prestigieuses, après les quatre levées du Chelem.

### En simple dames
| Année |              | Premier Mandatory              | Premier Mandatory                | Premier Mandatory | Premier Mandatory       |       | Premier 5 | Premier 5 | Premier 5                     | Premier 5 | Premier 5                  | Premier 5 | Premier 5                   |
| Année | Indian Wells | Miami                          | Madrid                           | Pékin             |                         | Dubaï | Rome      | Canada    | Cincinnati                    |           | Wuhan                      |           |                             |
| Année | Indian Wells | Miami                          | Madrid                           | Pékin             |                         | Doha  | Rome      | Canada    | Cincinnati                    |           | Guadalajara                |           |                             |
| Année | Indian Wells | Miami                          | Madrid                           | Pékin             |                         |       | Rome      | Canada    | Cincinnati                    |           |                            |           |                             |
| 2014  |              |                                | 2e tour (1/32) E. Makarova       |                   |                         |       |           |           |                               |           |                            |           |                             |
| 2018  |              |                                | 1er tour (1/64) N. Vikhlyantseva |                   |                         |       |           |           |                               |           | 2e tour (1/16) E. Mertens  |           | 2e tour (1/16) C. Wozniacki |
| 2019  |              | 1er tour (1/64) E. Alexandrova | 2e tour (1/32) S. Williams       |                   | 2e tour (1/16) S. Halep |       |           |           | 1er tour (1/32) S. Williams   |           | 3e tour (1/8) Ka. Plíšková |           | 2e tour (1/16) P. Martić    |
| 2020  |              |                                |                                  |                   |                         |       |           |           | 1er tour (1/32) Y. Putintseva |           | 1er tour (1/32) E. Mertens |           |                             |
|       |              | WTA 1000                       |                                  |                   |                         |       |           |           |                               |           |                            |           |                             |
| 2021  |              | 1er tour (1/64) M. Linette     | 1er tour (1/64) Wang Xn.         |                   |                         |       |           |           |                               |           |                            |           |                             |
| 2023  |              | 1/8 de finale C. Gauff         |                                  |                   |                         |       |           |           |                               |           |                            |           |                             |

Sous le résultat, l’ultime adversaire.

## Parcours aux Jeux olympiques

### En simple dames
| # | Date       | Nom de l'olympiade         | Surface    | Résultat       | Ultime adversaire | Score    |          |
| - | ---------- | -------------------------- | ---------- | -------------- | ----------------- | -------- | -------- |
| 1 | 31/07/2021 | Olympic Tennis Event Tokyo | Dur (ext.) | 2e tour (1/16) | Elena Rybakina    | 6-2, 6-3 | Parcours |

## Parcours en Fed Cup
| #                                                              | Date       | Lieu        | Surface      | Gagnante(s)                       | Perdante(s)                             | Score            |          |
| -------------------------------------------------------------- | ---------- | ----------- | ------------ | --------------------------------- | --------------------------------------- | ---------------- | -------- |
|                                                                |            |             |              |                                   |                                         |                  |          |
| 2014 - Barrage (groupe mondial II) - Suède - Thaïlande - 4 : 0 |            |             |              |                                   |                                         |                  |          |
| 1                                                              | 19/04/2014 | Lidköping   | Dur (int.)   | Hilda Melander Rebecca Peterson   | Tamarine Tanasugarn Varat. Wongteanchai | 6-4, 6-2         | Parcours |
|                                                                |            |             |              |                                   |                                         |                  |          |
| 2015 - 1er tour (groupe mondial II) - Suède - Suisse - 1 : 3   |            |             |              |                                   |                                         |                  |          |
| 2                                                              | 07/02/2015 | Helsingborg | Dur (int.)   | Timea Bacsinszky                  | Rebecca Peterson                        | 7-64, 6-0        | Parcours |
| 2                                                              | 07/02/2015 | Helsingborg | Dur (int.)   | Rebecca Peterson                  | Belinda Bencic                          | Non disputé      | Parcours |
| 2                                                              | 07/02/2015 | Helsingborg | Dur (int.)   | Johanna Larsson Rebecca Peterson  | Viktorija Golubic Xenia Knoll           | 5-7, 6-2, [10-5] | Parcours |
|                                                                |            |             |              |                                   |                                         |                  |          |
| 2015 - Barrage (groupe mondial II) - Slovaquie - Suède - 4 : 0 |            |             |              |                                   |                                         |                  |          |
| 3                                                              | 18/04/2015 | Bratislava  | Terre (int.) | Anna K. Schmiedlová               | Rebecca Peterson                        | 6-3, 6-3         | Parcours |
| 3                                                              | 18/04/2015 | Bratislava  | Terre (int.) | Daniela Hantuchová                | Rebecca Peterson                        | Non disputé      | Parcours |
| 3                                                              | 18/04/2015 | Bratislava  | Terre (int.) | Jana Čepelová Anna K. Schmiedlová | Susanne Celik Rebecca Peterson          | 4-6, 6-3, [10-7] | Parcours |

## Classements WTA en fin de saison
| Année          | 2013 | 2014 | 2015 | 2016 | 2017 | 2018 | 2019 | 2020 | 2021 | 2022 | 2023 | 2024 |
| Rang en simple | 440  | 186  | 138  | 137  | 196  | 55   | 43   | 55   | 86   | 144  | 103  | 528  |
| Rang en double | 707  | 210  | 105  | 196  | 368  | 308  | 261  | 292  | 393  | 88   | 1357 | –    |

Source : (en) Classements de Rebecca Peterson sur le site officiel de la Fédération internationale de tennis

## Victoires sur le top 10
Toutes ses victoires sur des joueuses classées dans le top 10 de la WTA lors de la rencontre.
| Légende            |
| Grand Chelem       |
| WTA 1000           |
| WTA 500            |
| Intern'l / WTA 250 |
| Fed Cup            |

| # | Rang  |  | Tournoi    | Année | Surface |  | Adversaire      | Rang | Tour | Score         | Tableau |
| - | ----- |  | ---------- | ----- | ------- |  | --------------- | ---- | ---- | ------------- | ------- |
| 1 | no 70 |  | Washington | 2019  | Dur     |  | Sloane Stephens | no 8 | 1/16 | 6-2, 7-5      | Tableau |
| 2 | no 93 |  | Adélaïde   | 2022  | Dur     |  | Aryna Sabalenka | no 2 | 1/16 | 5-7, 6-1, 7-5 | Tableau |